# Der Erzählverlag
Der Erzählverlag ist ein deutschsprachiger Fachverlag für das freie mündliche Erzählen. Zur Förderung von Erzählkunst und Erzählkultur veröffentlicht der Verlag seit Juli 2018  Fachbücher, Lehrmittel für Schulen und Kindergärten, Biografien und Kinderbücher. Das Verlagsprogramm umfasst derzeit 50 Titel von 23 Autorinnen und Autoren. (Stand: Dezember 2021) Er veranstaltet darüber hinaus Fortbildungen für Lehrkräfte sowie Workshops für das freie mündliche Erzählen. Sitz des Verlags ist Berlin.

## Verlagsprogramm
Erzählkunst und Erzählkultur stehen im Mittelpunkt des Verlagsprogramms.
Unter Erzählkunst versteht der Verlag das gestaltete Bühnenerzählen von Geschichten in geformter Sprache und unter Zuhilfenahme des Körpers und ggf. Requisiten, Kostüm und Bühnenbild. Dies geschieht zumeist auf Kleinkunstbühnen und anlässlich von Erzählfestivals durch ausgebildete, professionell und semiprofessionell arbeitende Erzählerinnen und Erzähler. Das Genre umfasst zumeist Märchen und Legenden aus aller Welt, nordische Sagas, griechische Sagen und andere Mythengeschichten sowie weitere Texte aus der Weltliteratur. Erzählkunst wird darüber hinaus angewandt als pädagogisches Erzählen in schulischen und außerschulischen Bildungs- und Erziehungsangeboten und als heilsames Erzählen in Therapien, mit Geflüchteten, auf Intensiv- und Hospizstationen, in der Trauerbegleitung sowie in weiteren Situationen zusammen mit Menschen in Krisen- und Notsituationen.
Unter Erzählkultur versteht der Verlag zwar das ebenso absichtsvolle, jedoch freiere Erzählen eines jeden Menschen. Dies umfasst zumeist das Erzählen zwischen den Generationen oder das biografische Erzählen anlässlich von Erzählcafés.
Mit der Reihe Der Westentaschenerzähler bekommen Erzählkünstler die Möglichkeit, ihre Bühnentexte zu veröffentlichen und als Merchandise anzubieten. Die  Reihe Erzählhefte bereitet Erzähltexte für Lehrkräfte für den Einsatz im Schulunterricht auf. 2019 übernahm der Verlag die Herausgeberschaft des vierbändigen Werks des Berliner Schulsprachgestalters Christian Maurer „Sprechen in der Schule“. Es leitet Lehrkräfte an Freien Waldorfschulen dazu an, von der ersten bis zur zwölften Klasse mit ihren  Schülern sprachkünstlerisch zu arbeiten. Im Jahr 2021 brachte der Verlag erstmals deutschsprachige Märchentexte der nord-norwegischen Schriftstellerin und Erzählerin Regine Normann (1864–1939) in teilweiser Neuübersetzung durch die Kieler Sprachgestalterin  Ursula von Ammon heraus.

## Netzwerk
Der Verlag ist Fördermitglied im Verband der Erzählerinnen und Erzähler in Deutschland (VEE) e.V. und sein Verleger Peter Amsler Mitglied bei Erzähler ohne Grenzen e.V.
Mit der Verkehrsnummer 14883 ist der Verlag Mitglied im Börsenverein des Deutschen Buchhandels und seit 2021 Mitglied der Initiative für Umweltschutz und klimaneutralen Buchdruck „Unabhängige Verlage for Future“.